# 美國化
美國化（Americanization）指的是本國的文化明顯受到美國文化影響的情況。該詞有時被認為含有負面的意義。不過在20世紀中葉之前，「美國化」指的是移民來到美國後成為「美國人」的過程。

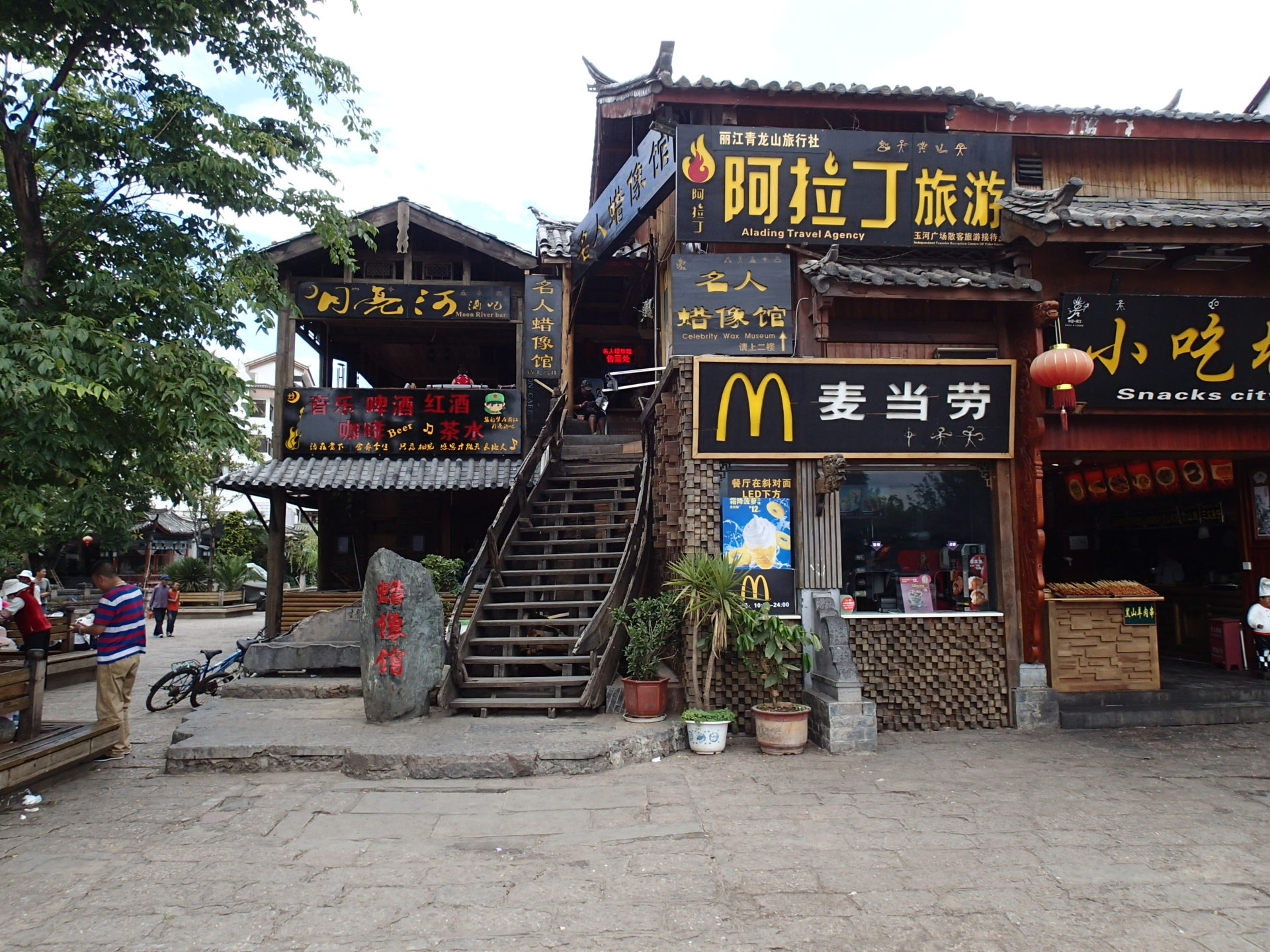
中国的一家麦当劳。在许多国家，麦当劳被广泛看作是美国化的象征。

## 媒體
美國文化通過電視、電影、音樂等途徑傳播到世界各地。在全世界各地都可以收看到美國的電視節目，諸如HBO Asia、CNBC Europe、和CNN等頻道。美國制作的電視節目被銷售到世界各地。美國電影在世界各地也都相當受歡迎。如果不考慮通貨膨脹因素的話，《復仇者聯盟：終局之戰》是世界票房最高的電影。麥可·傑克遜、貓王、法蘭克·辛納屈、麥當娜、女神卡卡等美國歌手在海外也有相當的影響力。

## 美國企業和品牌
世界影響力最高的前十項品牌中，有七項品牌的公司總部都設在美國。其中以可口可樂最為知名。